# Автономная гарантия
Автоно́мная гара́нтия (фр. garantie autonome) — во французском гражданском праве автономная гарантия является одним из трех видов личного обеспечения исполнения обязательств. В силу этой гарантии гарант принимает на себя обязанность ввиду обязательства, принятого на себя третьим лицом, уплатить определенную денежную сумму либо по первому требованию кредитора, либо в ином обусловленном договором порядке. Двумя другими видами личного обеспечения исполнения обязательств служат поручительство (cautionnement) и меморандумом о намерениях (lettre d’intention).

## Юридическая суть и специфика автономной гарантии
Как и всякая другая гарантия, автономная гарантия призвана обеспечить исполнение должником своих обязательств. Данная гарантия, однако, имеет ту специфику, что гарант не вправе выдвигать какие-либо возражения, касающиеся обязательства, которое было им гарантировано. Она также не позволяет гаранту требовать от кредитора предварительного обращения взыскания на имущество должника (bénéfice de discussion) или раздела его обязательства (bénéfice de division). В отсутствие соглашения, предусматривающего противное, обеспечение, установленное автономной гарантией, не следует за обязательством, которое было гарантировано, поскольку по своей природе оно является исключительно личным, а не вещным, обеспеченным недвижимым имуществом.
В случае явного злоупотребления (мошенничества) или подлога со стороны бенефициара (выгодоприобретателя) или его сговора с лицом, заявляющим требование, гарант считается не связанным своим обязательством.
В силу специальных положений во французском законодательстве автономная гарантия используется также в наследственном праве. Так, в случае принятия наследниками наследства в пределах чистых активов кредиторы наследодателя заявляют свои требования путем уведомления о своих правах по местожительству, избранному в связи с открытием наследства. Права требования, размер которых еще не был определен окончательно, заявляются в предварительном порядке на основе оценки. В случае неподачи заявления в течение пятнадцати месяцев со дня публикации, предусмотренной в ст. 788 Гражданского кодекса Франции, требования кредиторов, не обеспеченные наследственным имуществом, не могут быть предъявлены в отношении последнего. Это положение также распространяется на поручителей и содолжников, а также на лиц, предоставивших автономную гарантию в отношении погашаемого таким образом права требования.

## Истоки и содержание автономной гарантии
Истоки автономной гарантии проследить весьма сложно. Известно, однако, что она вначале использовалась вместо депонирования (dêpot) в основном в европейском международном частном праве, что было особенно заметно в 70-х годах XX в. Поскольку депонирование предполагало перечисление одной из сторон договора определенной суммы на специальный счет третьего лица, которое выплачивало ее другой стороне договора, если первая не выполняла своё обязательство, оно имело тот существенный недостаток, что приводило к обездвиживанию значительных сумм на более или менее длительный срок.
Между тем автономная гарантия имеет существенные преимущества. С одной стороны, она предоставляет кредитору не менее надежное обеспечение, чем депонирование, поскольку погашение долга осуществляется по его первому требованию (за исключением случаев мошенничества или подлога), а с другой — она не ограничивает возможности гаранта использовать средства, предназначенные для обеспечения.

## Введение института автономной гарантии во французское право
Во Франции автономная гарантия была введена в Гражданский кодекс (как альтернатива депонированию денежных средств и поручительству) на основании Ордонанса № 2006—346 от 23 марта 2006 г. «Об обеспечениях», который был принят в рамках реформы французского гражданского обязательственного права.
Ее введение было предложено в 2005 г. комиссией по реформе гражданского права под председательством руководителя Ассоциации друзей французской юридической культуры имени Анри Капитана, специалиста в области обязательственных и кредитных отношений, профессора частного права из парижского университета Пантеон-Асса Мишеля Гримальди (Michel Grimaldi). Положения об автономной гарантии явились плодом труда его комиссии, которая на протяжении двух лет занималась разработкой более гибких и эффективных современных правил в области обеспечительного права, чтобы повысить привлекательность и конкурентоспособность французского рынка.